# Cisticole malgache
Cisticola cherina
Espèce
Statut de conservation UICN

 LC  : Préoccupation mineure
La Cisticole malgache (Cisticola cherina) est une espèce de passereaux de la famille des Cisticolidae.
Son épithète spécifique reste un mystère.
Son aire s'étend à travers Madagascar ainsi que Cosmoledo, l'île Astove et les îles Glorieuses.